# Jewgienij Najer
Jewgienij Jurjewicz Najer, ros. Евгений Юрьевич Наер (ur. 22 czerwca 1977 w Moskwie) – szachista rosyjski, arcymistrz od 1999 roku.

## Kariera szachowa
Zwycięzca wielu turniejów międzynarodowych, m.in.:
- 1996 – Pardubice
- 1998 – Pardubice
- 2002 – US Open
- 2004 – Capella-le-Grande Open
- 2005 – Maccabiah Tournament Jerusalem
- 2007 – Moscow Open
- 2008 – President’s Cup Baku
- 2008 – World Open Philadelphia[2]
- 2009 – World Open Philadelphia (wspólnie z Hikaru Nakamurą)
- 2015 – Indywidualne Mistrzostwa Europy w szachach, Jerozolima[3]

Najwyższy ranking w dotychczasowej karierze osiągnął 1 sierpnia 2017 r., z wynikiem 2707 punktów zajmował wówczas 39. miejsce na światowej liście FIDE.